# Mitropapokal 1931
Der Mitropapokal 1931 war die 5. Auflage des internationalen Cupwettbewerbs. Es nahmen die besten Mannschaften Österreichs, Ungarns, der Tschechoslowakei und Italiens teil. Es handelte sich zumeist um die Meister und Cupsieger der jeweiligen Länder. Die Teilnehmer spielten im reinen Pokalmodus mit Hin- und Rückspielen im wichtigsten kontinentalen Fußballwettbewerb in der Zeit vor dem Zweiten Weltkrieg. Bei Gleichstand nach zwei Spielen wurde ein Entscheidungsspiel durchgeführt. Alle acht Vereine starteten in der Vorrunde beziehungsweise im Viertelfinale. Der Titelverteidiger SK Rapid Wien konnte sich überraschend nicht auf nationaler Ebene zur Teilnahme qualifizieren.
Das Finale fand innerhalb einer Woche am 8. und 12. November 1931 in Zürich und Wien statt. Da es sich mit dem First Vienna FC und dem Wiener AC um zwei österreichische Vereine handelte, die sich für das Finale qualifizierten, entschied das Komitee das erste Spiel auf neutralem Boden durchführen zu lassen. Die Vienna siegte sowohl in Zürich mit 3:2 als auch in Wien 2:1 und konnte damit als einziger Verein in der Geschichte des Bewerbes die Siegertrophäe ungeschlagen in Empfang nehmen. Torschützenkönig wurde Heinrich Hiltl von Finalist WAC mit sieben Treffern.

## Viertelfinale
Die Hinspiele fanden am 27. Juni, 7. und 12. Juli und 12. August, die Rückspiele am 5., 12. und 22. Juli sowie am 19. August 1931 statt.
|                          | Gesamt |                     | Hinspiel | Rückspiel |
| ------------------------ | ------ | ------------------- | -------- | --------- |
| First Vienna FC          | 7:0    | Bocskay FC Debrecen | 3:0      | 4:0       |
| Slavia Prag              | 2:3    | AS Rom              | 1:1      | 1:2       |
| Juventus Turin           | 2:2    | Sparta Prag         | 2:1      | 0:1       |
| Hungária FC MTK Budapest | 4:6    | Wiener AC           | 1:5      | 3:1       |

### Entscheidungsspiel
Das Spiel fand am 2. September 1931 statt.
|                | Ergebnis |             |
| -------------- | -------- | ----------- |
| Juventus Turin | 2:3      | Sparta Prag |

## Halbfinale
Die Hinspiele fanden am 10. und 20., die Rückspiele am 17. und 24. September 1931 statt.
|           | Gesamt |                 | Hinspiel | Rückspiel |
| --------- | ------ | --------------- | -------- | --------- |
| Wiener AC | 6:6    | Sparta Prag     | 2:3      | 4:3       |
| AS Rom    | 3:6    | First Vienna FC | 2:3      | 1:3       |

### Entscheidungsspiel
Das Spiel fand am 7. Oktober 1931 statt.
|             | Ergebnis |           |
| ----------- | -------- | --------- |
| Sparta Prag | 0:2      | Wiener AC |

## Finale

### Hinspiel
| Wiener AC                                              | Wiener AC | First Vienna FC | First Vienna FC |
| ------------------------------------------------------ | --- | --- | --------------- |
| Wiener AC                                              | \| 8. November 1931 in Zürich (Hardturm) \| \| Ergebnis: 2:3 (2:1) \| \| Zuschauer: 20.000 \| \| Schiedsrichter: Francesco Mattea ( Königreich Italien) \|                              | \| 8. November 1931 in Zürich (Hardturm) \| \| Ergebnis: 2:3 (2:1) \| \| Zuschauer: 20.000 \| \| Schiedsrichter: Francesco Mattea ( Königreich Italien) \|                                                           | First Vienna FC |
| Wiener AC                                              | Rudolf Hiden – Johann Becher, Karl Sesta – Rudolf Kubesch, Ernst Löwinger, Georg Braun – Franz Cisar, Heinrich Müller, Heinrich Hiltl, Walter Hanke, Karl Huber Cheftrainer: Karl Geyer | Karl Horeschofsky – Karl Rainer, Josef Blum – Leonhard Machu, Willibald Schmaus, Leopold Hofmann – Anton Brosenbauer, Josef Adelbrecht, Friedrich Gschweidl, Gustav Tögel, Franz Erdl Cheftrainer: Ferdinand Frithum | First Vienna FC |
| Wiener AC                                              | 1:1 Walter Hanke (22.) 2:1 Heinrich Müller (30.) | 0:1 Gustav Tögel (2.) 2:2 Josef Adelbrecht (62.) 2:3 Johann Becher (88., Eigentor) | First Vienna FC |
| 8. November 1931 in Zürich (Hardturm)                  | | |                 |
| Ergebnis: 2:3 (2:1)                                    | | |                 |
| Zuschauer: 20.000                                      | | |                 |
| Schiedsrichter: Francesco Mattea ( Königreich Italien) | | |                 |

### Rückspiel
| First Vienna FC                                          | First Vienna FC | Wiener AC | Wiener AC |
| -------------------------------------------------------- | --- | --- | --------- |
| First Vienna FC                                          | \| 12. November 1931 in Wien (Hohe Warte) \| \| Ergebnis: 2:1 (2:0) \| \| Zuschauer: 25.000 \| \| Schiedsrichter: Rinaldo Barlassina ( Königreich Italien) \|                                                        | \| 12. November 1931 in Wien (Hohe Warte) \| \| Ergebnis: 2:1 (2:0) \| \| Zuschauer: 25.000 \| \| Schiedsrichter: Rinaldo Barlassina ( Königreich Italien) \|                                 | Wiener AC |
| First Vienna FC                                          | Karl Horeschofsky – Karl Rainer, Josef Blum – Leonhard Machu, Willibald Schmaus, Leopold Hofmann – Anton Brosenbauer, Josef Adelbrecht, Friedrich Gschweidl, Gustav Tögel, Franz Erdl Cheftrainer: Ferdinand Frithum | Rudolf Hiden – Johann Becher, Karl Sesta – Rudolf Kubesch, Ernst Löwinger, Georg Braun – Wilhelm Morocutti, Heinrich Müller, Heinrich Hiltl, Walter Hanke, Karl Huber Cheftrainer: Karl Geyer | Wiener AC |
| First Vienna FC                                          | 1:0 Franz Erdl (6.) 2:0 Franz Erdl (42.) | 2:1 Walter Hanke (65.) | Wiener AC |
| 12. November 1931 in Wien (Hohe Warte)                   | | |           |
| Ergebnis: 2:1 (2:0)                                      | | |           |
| Zuschauer: 25.000                                        | | |           |
| Schiedsrichter: Rinaldo Barlassina ( Königreich Italien) | | |           |

1. 1 2  Laut IFFHS Josef Hanke.

## Beste Torschützen
| Rang | Spieler             | Klub            | Tore |
| ---- | ------------------- | --------------- | ---- |
| 1    | Heinrich Hiltl      | Wiener AC       | 7    |
| 2    | Walter Hanke        | Wiener AC       | 5    |
| 3    | Franz Erdl          | First Vienna FC | 4    |
|      | Oldřich Nejedlý     | Sparta Prag     | 4    |
| 5    | Leopold Marat       | First Vienna FC | 3    |
|      | Rodolfo Volk        | AS Rom          | 3    |
|      | Friedrich Gschweidl | First Vienna FC | 3    |
|      | Otto Haftl          | Sparta Prag     | 3    |